# Mirrors (musikalbum)
Mirrors är det amerikansk-kanadensiska metalcore-bandet Misery Signals andra studioalbum, utgivet i augusti 2006 på Ferret Music.
Skivan var bandets första med sångaren Karl Schubach, som rekryterats via Myspace efter att Jesse Zaraska hoppat av.
En musikvideo spelades in till "The Failsafe". Mirrors innehåller även gästsång av Patrick Stump från rockbandet Fall Out Boy.

## Låtlista
1. "Face Yourself" – 4:51
2. "The Failsafe" – 5:21
3. "Post Collapse" – 3:59
4. "Migrate" – 2:29
5. "One Day I'll Stay Home" (med Patrick Stump) – 4:05
6. "Something Was Always Missing, But It Was Never You" – 4:01
7. "Reverence Lost" – 3:45
8. "Sword of Eyes" – 5:15
9. "An Offering to the Insatiable Sons of God (Butcher)" – 4:19
10. "Anchor" – 3:38
11. "Mirrors" – 7:44

## Medverkande
Musiker
- Karl Schubach – sång
- Ryan Morgan – leadgitarr, bakgrundssång
- Stu Ross – rytmgitarr
- Kyle Johnson – basgitarr
- Branden Morgan – trummor

Bidragande musiker
- Patrick Stump – sång

Produktion
- Ben Schigel – producent, inspelningstekniker, mixning
- Sons of Nero – albumkonst
- Ryan Russell – foto